# 微生物蛋白質
単細胞タンパク質 （ SCP ）または微生物タンパク質 　微生物蛋白質（びせいぶつたんぱくしつ、Single cell protein,. SCP）とは、細菌や酵母など微生物の体内に含まれるタンパク質。糖類・デンプン・炭化水素類などを原料にし、これらの微生物を培養して得る。 
石油系の炭化水素を利用したものは石油タンパクと呼ばれる。
工業農業は、 水のフットプリントが高い土地利用が高い　生物多様性の破壊全般的な環境劣化が生じ、すべての温室効果ガスの 3分の1の排出によって気候変動に貢献している 。
SCPの生成は、これらの深刻な欠点のいずれかを必ずしも示すとは限らない。 今日の時点で、SCPは一般に農業廃棄物で栽培されているため、産業農業の生態学的なフットプリントと水のフットプリントを継承している。 ただし、SCPは、 独立栄養成長によって、農業廃棄物から完全に独立して生産されることもある。  微生物代謝の高い多様性のおかげで、独立栄養SCPはいくつかの異なる成長モード、栄養素のリサイクルの多様なオプション、および作物と比較して大幅に効率が向上する。